# Всемирная выставка (2015)
Всемирная выставка 2015 года в Милане, неофициально «Экспо-2015» (итал. Esposizione Universale Milano 2015, Expo 2015) — международная выставка, которая прошла с 1 мая по 31 октября. Тема выставки: «Накормить планету. Энергия для жизни» (итал. Nutrire il Pianeta, Energia per la Vita).

## Общие сведения
Милан был избран местом проведения «Экспо-2015» на Генеральной ассамблее Международного бюро выставок 31 марта 2008 года в Париже, единственным соперником был город Измир (Турция). В первом голосовании кандидатура Милана не получила поддержки большинства участников, но его результаты были отменены как следствие технической ошибки. При повторном голосовании Милан победил (86 голосов против 65).
Организацией выставки занималось акционерное общество Expo 2015 S.p.A., принадлежавшее Министерству экономики и финансов (40 %), региону Ломбардия (20 %) и городским властям Милана (20 %), а также провинции Милан (10 %) и Торговой палате Милана (10 %). Штаб-квартира компании находилась в Милане на улице Ровелло, д. 2 (Via Rovello 2 a Milano).
Генеральным директором компании Expo 2015 являлся Джузеппе Сала. Кроме того, 6 мая 2013 года премьер-министр Энрико Летта назначил его правительственным комиссаром по организации Экспо.
В 2011 году итальянское правительство пригласило к участию в выставке все страны — члены ООН. Ожидалось участие 144 стран, 3 международных организаций, 11 неправительственных организаций.

## Скандалы

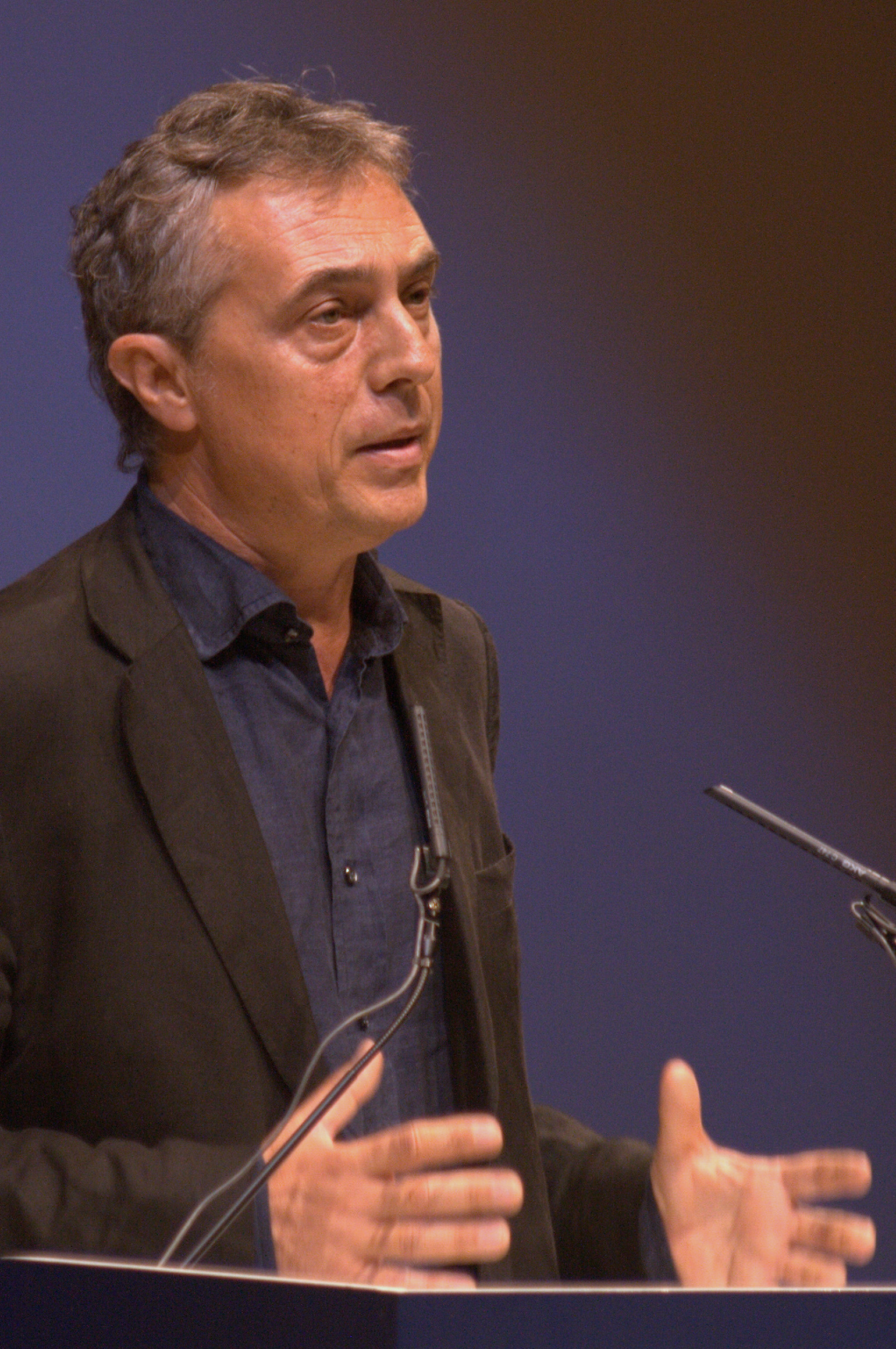
Стефано Боэри выступает 16 июля 2009 года на заседании организационного комитета выставки.

29 ноября 2011 года мэр Милана Пизапиа освободил асессора коммунального совета, известного архитектора Стефано Боэри от полномочий по курированию подготовительных работ к выставке, оставив в его ведении только вопросы поддержки культуры (задача подготовки Экспо была передана специально создаваемому комитету). В прессе широкое распространение получило мнение, что причиной такого решения стала критика архитектором действий мэра.
10 мая 2014 года по обвинению в коррупции арестован директор по планированию и закупкам Expo 2015 S.p.A. Анджело Парис. После этого происшествия в Милан приехал премьер-министр Маттео Ренци и председатель Антикоррупционной комиссии Раффаэле Кантоне, которому премьер поручил взять подготовку Экспо-2015 под личный контроль. 4 августа 2014 года Миланское окружное управление по борьбе с мафией опубликовало доклад об участии ндрангеты в подрядах по подготовке Экспо. 17 сентября 2014 года по ордеру прокуроров (pubblici ministeri) Клаудио Джиттарди (Claudio Gittardi) и Антонио Д’Алессио (Antonio D’Alessio) Финансовая гвардия произвела обыски в местах проживания и работы Антонио Ачербо (Antonio Acerbo), руководителя работ по организации итальянского павильона выставки, подозреваемого в нарушениях при распределении подрядов.
В апреле 2015 года стало известно, что общие расходы Италии на подготовку своего участия в выставке вместо предполагавшейся суммы в 63 млн евро составили 92 млн. 18,5 млн из почти 30 млн дополнительных расходов приходились на строительство итальянского павильона — Palazzo Italia. Кроме того, стало известно, что дорожные работы для обновления улиц и тротуаров не удастся завершить до начала выставки, и с 1 мая их планировалось продолжать, но только в ночное время, также до открытия выставки не удалось полностью ввести в эксплуатацию новую очередь линии М5 миланского метрополитена.
30 апреля 2015 года, накануне официального открытия выставки, в Милане состоялась акция протеста под девизом «Нет Экспо», которая местами вылилась в беспорядки. Участники акции с закрытыми лицами совершали нападения на банки и магазины, а также штаб-квартиру агентства временной занятости Manpower. Полиция действовала сдержанно — арестована одна двадцатилетняя девушка, трое граждан Германии депортированы на родину. Лидер «Лиги Севера» Маттео Сальвини выразил надежду, что «они не разрушат Милан», и осудил зачинщиков беспорядков как преступников, а не манифестантов.

## Начало работы

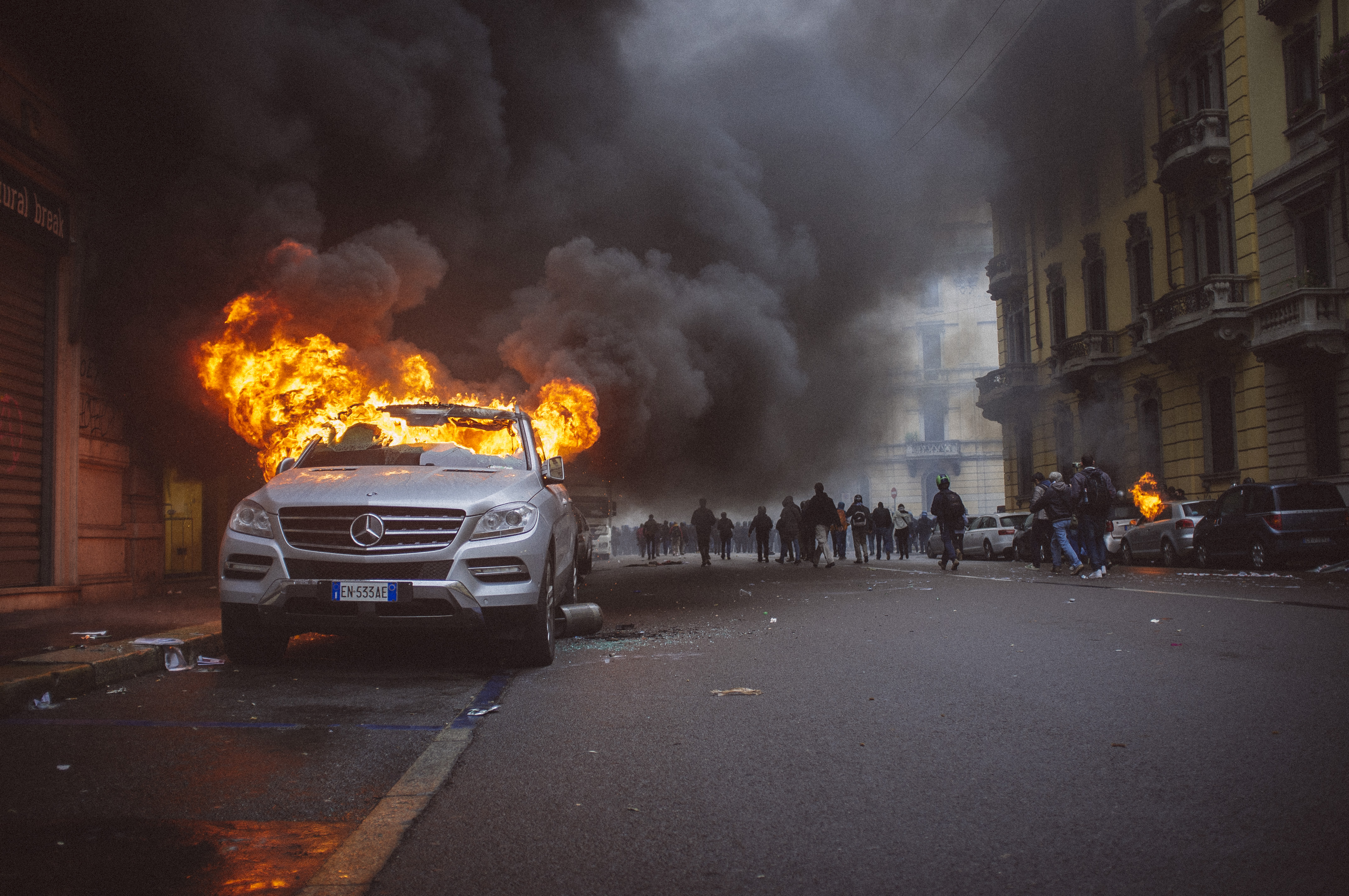
Беспорядки в Милане 1 мая 2015 года.

1 мая 2015 года состоялось официальное открытие выставки, в своём приветственном выступлении премьер-министр Маттео Ренци объявил: Oggi inizia il domani dell’Italia («Сегодня начинается завтрашний день Италии»). На церемонии присутствовали бывший президент Италии Джорджо Наполитано с супругой, Романо Проди, Массимо Д’Алема, Грациано Дельрио, а также Джорджо Армани, Карла Фраччи, Хавьер Санетти. Папа Римский Франциск обратился к собравшимся по прямой линии видеосвязи из Ватикана. Бывший мэр Милана Летиция Моратти, по чьей инициативе в 2008 году город подал заявку на организацию выставки, оказалась в задних рядах, но Маттео Ренци в своём выступлении поблагодарил её «за проявленную интуицию».
Первый день работы выставки был ознаменован новой вспышкой беспорядков, полиция арестовала 11 человек, есть раненые.

## Участники
Всего в выставке принимает участие 145 стран. Жирным шрифтом выделены страны, построившие отдельные павильоны; остальные выставляют свои экспозиции в девяти тематических залах.
| Участники            | Участники                 | Участники                         | Участники                        |
| -------------------- | ------------------------- | --------------------------------- | -------------------------------- |
| Австрия              | Азербайджан               | Албания                           | Алжир                            |
| Ангола               | Андорра                   | Аргентина                         | Армения                          |
| Афганистан           | Бангладеш                 | Бахрейн                           | Бельгия                          |
| Беларусь             | Бенин                     | Болгария                          | Боливия                          |
| Босния и Герцеговина | Бразилия                  | Бруней                            | Бурунди                          |
| Вануату              | Ватикан                   | Великобритания                    | Венгрия                          |
| Венесуэла            | Восточный Тимор           | Вьетнам                           | Габон                            |
| Гаити                | Гамбия                    | Гана                              | Гватемала                        |
| Гвинея               | Гвинея-Бисау              | Германия                          | Гондурас                         |
| Гренада              | Греция                    | Грузия                            | Демократическая Республика Конго |
| Джибути              | Доминика                  | Доминиканская Республика          | Египет                           |
| Замбия               | Зимбабве                  | Израиль                           | Индия                            |
| Индонезия            | Иордания                  | Ирак                              | Иран                             |
| Ирландия             | Испания                   | Италия                            | Йемен                            |
| Кабо-Верде           | Казахстан                 | Камбоджа                          | Камерун                          |
| Катар                | Кения                     | Китай                             | Колумбия                         |
| Коморские острова    | Республика Конго          | Республика Корея                  | Кот д'Ивуар                      |
| Куба                 | Кувейт                    | Кыргызстан                        | Лаос                             |
| Либерия              | Ливан                     | Литва                             | Мавритания                       |
| Мадагаскар           | Малайзия                  | Мали                              | Мальдивы                         |
| Мальта               | Марокко                   | Мексика                           | Микронезия                       |
| Мозамбик             | Молдова                   | Монако                            | Монголия                         |
| Мьянма               | Непал                     | Нидерланды                        | Нигер                            |
| Нигерия              | ОАЭ                       | Оман                              | Пакистан                         |
| Палау                | Палестина                 | Панама                            | Парагвай                         |
| Перу                 | Польша                    | Россия                            | Руанда                           |
| Румыния              | Сальвадор                 | Сан-Марино                        | Сан-Томе и Принсипи              |
| Саудовская Аравия    | Сейшельские острова       | Сенегал                           | Сент-Винсент и Гренадины         |
| Сент-Люсия           | Сербия                    | Сирия                             | Словакия                         |
| Словения             | Соединённые Штаты Америки | Сомали                            | Судан                            |
| Сьерра-Леоне         | Таджикистан               | Таиланд                           | Танзания                         |
| Того                 | Тунис                     | Туркменистан                      | Турция                           |
| Уганда               | Узбекистан                | Украина                           | Уругвай                          |
| Франция              | Хорватия                  | Центрально-Африканская Республика | Черногория                       |
| Чехия                | Чили                      | Швейцария                         | Шри-Ланка                        |
| Эквадор              | Экваториальная Гвинея     | Эритрея                           | Эстония                          |
| Эфиопия              | Япония                    |                                   |                                  |

Кроме павильонов стран, имеются павильоны Организации Объединённых Наций, Евросоюза и стран Карибского региона (CARICOM — Caribbean Community). Свои отдельные экспозиции представили также 5 компаний: Coca-Cola, New Holland Agriculture, China Vanke, China Corporate United и JooMoo, а также 16 неправительственных организаций: Action Aid International, Alliance2015, Amity University, Andrea Bocelli Foundation, Caritas Internationalis, Don Bosco Network, Fairtrade International, Fondazione Triulza, The KIP International School, Lions Clubs International, National Observatory for Women's Health, Oxfam International, Save the Children, The Veneranda Fabbrica of the Milan Duomo, WAA-AMIA/CONAF, World Wide Fund for Nature

## Участие России
22 мая 2014 года в пресс-центре Петербургского международного экономического форума состоялась презентация российского участия во Всемирной выставке 2015 года, в которой приняли участие председатель организационного комитета российской секции И. И. Шувалов и посол Италии Чезаре Мария Рагальини. Девиз российской экспозиции: «Русское поле. Растим во благо мира. Возделываем во имя будущего», основной её темой заявлена продовольственная безопасность. Предполагается, что расходы на организацию российского участия втрое превысят сумму, потраченную Россией на Экспо-2012, и достигнут 1,1 млрд рублей.
6 февраля 2015 года состоялась презентация российского павильона. Здание, спроектированное архитектурным бюро SPEECH, получило форму вытянутого параллелепипеда из дерева и стекла, украшенного 30-метровой консолью над главным входом. Консоль получила закругленную форму, придавая павильону запоминающийся силуэт, и со стороны главного входа облицована полированной нержавеющей сталью, превратившись в гигантское зеркало, в котором люди могут фотографировать себя и своё окружение.
10 июня 2015 года был объявлен Национальным днём России, в связи с чем выставку посетил президент В. В. Путин. Появление российской делегации ожидалось в 10.30, но она прибыла в 11.45. Затем Путин вместе с премьер-министром Маттео Ренци посетили итальянский и российский павильоны, а в 12.45 началась их официальная встреча в присутствии только переводчиков и дипломатического советника премьера Армандо Варрикьо (Armando Varricchio). В ходе «Национального дня России» зарубежным партнёрам был представлен проект национального бренда «Сделано в России».

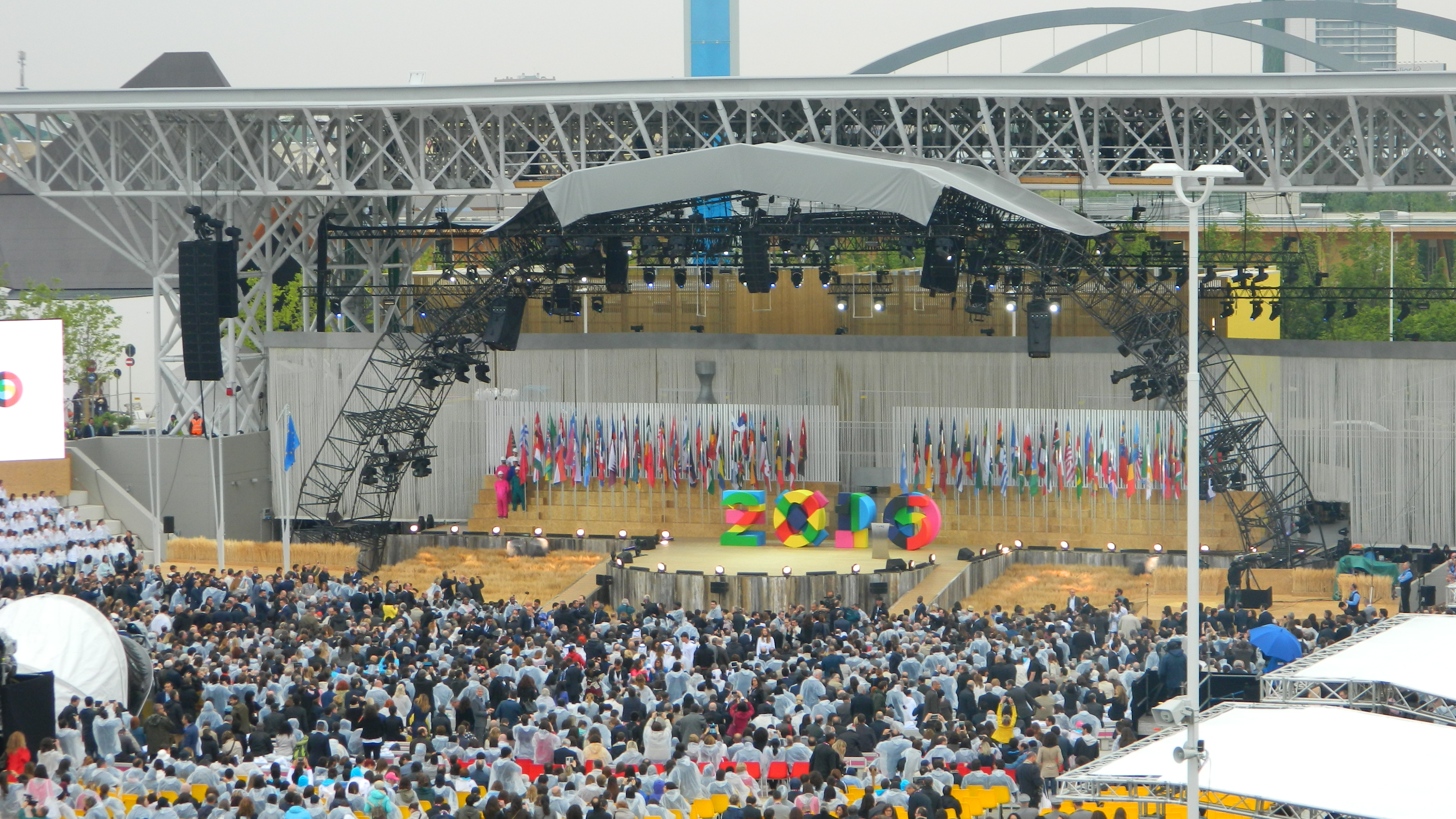
Церемония открытия выставки
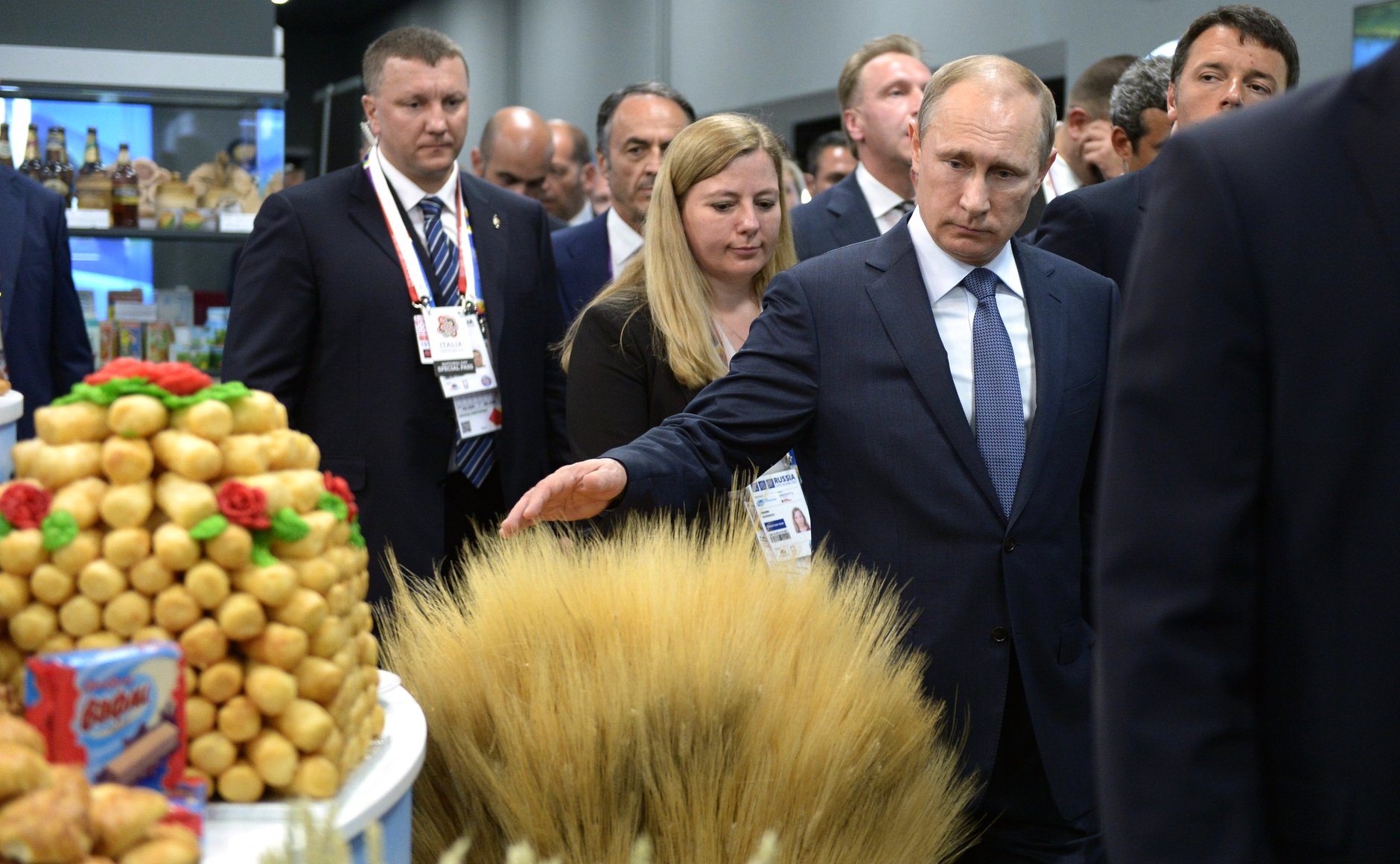
Владимир Путин возле экспозиции России

В тот же день состоялись протесты итальянских рабочих, занятых на строительстве российского павильона, а представители итальянских компаний заявили о долге по зарплате в объёме около 1 млн евро и делали заявления о готовности добиваться через суд наложения ареста на павильон. В то же время директор итальянских работ Джанпьеро Пирадзини (Gianpiero Pirazzini), представляющий организатора российской экспозиции RT-Expo, заявил, что строительные работы не были исполнены в полном объёме.